# Assemblée provinciale du Kongo-Central
Bureau définitif
Matadi
L'Assemblée provinciale du Kongo-Central est l'organe délibérant de la province du Kongo-Central, en République démocratique du Congo (RDC). Elle exerce le pouvoir législatif au niveau provincial, conformément aux dispositions de la Constitution et des lois du pays.

## Historique
L'assemblée provinciale du Kongo-Central a été créée dans le cadre de la décentralisation instaurée par la Constitution de 2006, qui a renforcé les pouvoirs des provinces pour favoriser une gouvernance locale et rapprocher les institutions des citoyens. Depuis sa création, elle joue un rôle central dans l’élaboration des lois provinciales, le contrôle de l’exécutif provincial et le développement socio-économique de la région.

### Siège
Le siège de l'Assemblée provinciale se trouve dans la ville de Matadi, chef-lieu du Kongo-Central. Le bâtiment, un édifice symbolisant l'autorité et la représentation démocratique, abrite les bureaux des membres, des commissions, ainsi que la salle des séances plénières.

## Corps et structure
L'assemblée provinciale est composée de membres élus pour un mandat de cinq ans. Sa structure est organisée en différents organes pour assurer le bon fonctionnement de ses travaux,.

### Membres
L'assemblée est constituée de députés provinciaux élus au suffrage universel direct dans les différentes circonscriptions du Kongo-Central. Leur nombre varie en fonction de la population et des dispositions légales en vigueur.

### Bureau de l'assemblée
Le Bureau de l'Assemblée provinciale est l'organe exécutif chargé de diriger les travaux parlementaires. Il est composé d’un président, d’un vice-président, d’un rapporteur, d’un questeur et, dans certains cas, de leurs adjoints. Ce bureau est élu par l'ensemble des députés provinciaux.

### Commissions permanentes
L'assemblée provinciale dispose de commissions permanentes chargées de l'étude approfondie des questions législatives et du suivi des politiques publiques. Parmi ces commissions, on retrouve :
- La Commission économique et financière[7],[8] ;
- La Commission politique, administrative et juridique[9] ;
- La Commission sociale, culturelle et environnementale ;
- La Commission de contrôle et d'évaluation.

## Rôles et missions
L'assemblée provinciale du Kongo-Central remplit plusieurs fonctions essentielles :
- Législation : Elle adopte les édits (lois provinciales) applicables dans le cadre des compétences exclusives et concurrentes de la province.
- Contrôle de l'exécutif : Elle surveille les activités du gouvernement provincial, notamment à travers les motions et les interpellations[10],[11],[12],[13],
- Représentation : Les députés provinciaux représentent les intérêts des citoyens de leurs circonscriptions[14].
- Budget : L’Assemblée examine et adopte le budget de la province, veillant à une utilisation optimale des ressources[15].

## Défis et enjeux
Malgré son importance, l'Assemblée provinciale du Kongo-Central fait face à plusieurs défis :
- Financement insuffisant : Le manque de ressources financières limite l’efficacité de ses travaux et de ses projets.
- Problèmes d’infrastructure : Les installations physiques, y compris le siège, nécessitent souvent des améliorations pour répondre aux besoins des députés.
- Transparence et gouvernance : Les citoyens demandent une meilleure reddition des comptes et un contrôle accru sur l'exécutif provincial[16].
- Coordination avec le niveau national : Les relations entre les institutions provinciales et nationales peuvent être source de tensions, notamment en matière de partage des ressources[17].

Malgré ces défis, l'Assemblée provinciale reste un acteur clé dans la gouvernance du Kongo-Central, jouant un rôle déterminant dans la gestion et le développement de cette province stratégique pour la RDC.